# Gholam Reza Yaqoubi
Gholam Reza Yaqoubi (auch Ghulam Reza Yahqoubi, * 18. September 1991 in Afghanistan) ist ein afghanischer Fußballspieler, der seit 2015 bei Tofan Harirod spielt.

## Karriere
Wie die meisten anderen Spieler in der Afghan Premier League 2012, wurde auch Yaqoubi in der Fußballcastingshow Maidan e Sabz gefunden und unterschrieb einen Vertrag bei Tofan Harirod. Sein Debüt feierte er am 21. September 2012 beim 4:1-Sieg gegen Simorgh Alborz, wo Yaqoubi zwei Tore zum 3:0 und 4:0 erzielte. Im Halbfinale gegen De Spinghar Bazan erzielte Yaqoubi drei Tore beim Sensations-10:0-Sieg. Am Ende konnte man die Meisterschaft 2012 feiern, wobei er das zweite Tor von Tofan Harirod beim 2:1-Sieg gegen Simorgh Alborz erzielte.
Gholam Reza Yaqoubi wurde Vize-Torschützenkönig der APL 2012 hinter seinem Mitspieler Hamidullah Karimi mit 7 Toren und trug damit einen großen Teil zur Meisterschaft seiner Mannschaft bei.
Nachdem er noch 2013 bei Tofan gespielt hatte, wurde ihm zur neuen Saison kein neuer Vertrag angeboten. Nachdem er 2014 bei De Maiwand Atalan gespielt hatte, kehrte Yaqoubi zur Saison 2015 zu seinem Stammverein zurück.

## Erfolge

### Verein
- Afghanischer Meister 2012

### Auszeichnungen
- Vize-Torschützenkönig 2012

| Personendaten    | Personendaten               |
| ---------------- | --------------------------- |
| NAME             | Yaqoubi, Gholam Reza        |
| ALTERNATIVNAMEN  | Yahqoubi, Ghulam Reza       |
| KURZBESCHREIBUNG | afghanischer Fußballspieler |
| GEBURTSDATUM     | 18. September 1991          |